# Monique Genest LeBlanc
Pour les articles homonymes, voir Monique LeBlanc et LeBlanc.
Monique Genest LeBlanc est une ethnologue spécialisée en fléché (et ceinture fléchée), née en 1927 à Montréal, au Québec.

## Biographie

### Formation
Monique Genest LeBlanc fait ses études à l'École normale Jacques-Cartier, puis poursuit sa carrière comme infirmière à l'hôpital Notre-Dame. Elle se marie à Gaston Alphée Leblanc, docteur en psychologie. Quatre enfants naissent de cette union.
De 1965 à 1970, elle étudie l'allemand à la Maison Goethe. Elle suit des cours de sculpture au Centre des Arts visuels de Westmount.
De 1991 à 1996, Monique Genest LeBlanc termine sa maîtrise en ethnologie à l'Université Laval et publie son mémoire intitulé La Ceinture fléchée au Québec : présences et particularités. En 1996, elle obtient un doctorat dans la même discipline et publie sa thèse Introduction de la ceinture fléchée chez les Amérindiens : création d'un symbole de statut social.

### Vie active de flécherande
Monique Genest LeBlanc découvre la ceinture fléchée en visitant l'Exposition universelle de 1967.  L'année suivante, elle s'inscrit à des cours de fléché à Longueuil, dont l’instigatrice est Madeleine l’Heureux.
En 1972, Lucien Desmarais, licier professionnel, accompagné de personnes impliquées dans la mise en valeur du patrimoine québécois, fonde l'Association des artisans de ceinture fléchée du Québec. Monique G. LeBlanc adhère comme membre à cette toute première association de flécherands qui existait officieusement depuis 1970. Elle occupe le rôle de responsable des expositions, et plus tard, de secrétaire.

### Recherches
Durant toute sa carrière, Monique Genest LeBlanc mène une recherche terminologique et historique entourant le fléché. Elle tente d'identifier les premières personnes ayant confectionné et porté des ceintures fléchées au Canada. Elle entreprend des recherches sur l’histoire et le parcours des ceintures fléchées.
Lors de voyages hors Québec et en Europe, elle visite des musées qui présentent des ceintures fléchées, notamment au Musée des Affaires indiennes de New York; aux musées anthropologiques des universités Simon Fraser et British Columbia ainsi que le musée historique de Vancouver, en Colombie-Britannique; au musée provincial à la Citadelle à Halifax. Elle consulte des bibliothèques dans plusieurs provinces canadiennes, notamment à l'Université Dalhousie ainsi qu'au Manitoba, les livres traitant de la traite des fourrures dans l’Ouest par la Compagnie de la Baie d’Hudson. Elle consulte aussi les archives de la compagnie de la Baie d’Hudson à Winnipeg. Dans les années 1970, elle consulte les archives manuscrites des Sœurs Grises de Saint-Boniface venues enseigner aux autochtones de l'ouest canadien.
En Angleterre, elle visite la ville de Coventry d’où étaient censé provenir les ceintures tissées au métier vouées à l'exportation vers le Canada. Monique Genest LeBlanc poursuit ses recherches à la bibliothèque du musée de Londres et de la Bibliothèque Bodléienne de l’Université Oxford. Se rendant à Boston en 1986, elle poursuit ses recherches à la bibliothèque nationale; elle visite du musée ethnologique de l’Université Harvard et du Musée Peabody de Salem. Elle visite des musées de textile et mènent des recherches à la bibliothèque nationale de Vienne en Autriche. En 1988, à Washington, elle fait des recherches à la Bibliothèque du Congrès et visite le Musée des textiles. Ses connaissances en allemand lui servent pour la correspondance avec le Bayerisch Statbiblio de Munich pour repérer des écrits non publiés de soldats allemands présents au Québec en 1777 et plus.

### Débuts comme autrice
En 1973, elle rédige un manuscrit pour les personnes dans l’incapacité d’assister à des cours afin de leur permettre d’apprendre à flécher. En résulte la publication de l'ouvrage J’apprends à flécher paru chez l'éditeur René Ferron de Montréal. En 1977, elle publie chez Fides, Parle-moi de la ceinture fléchée, un livre destiné aux enfants.

### Présence publique
En 1974, elle fait la démonstration du tissage aux doigts de la ceinture fléchée au centre culture La Chasse-Galerie de Toronto durant une semaine dans le cadre de l'événement « Movement Caroussel ». En 1975, elle enseigne le tissage aux doigts de la ceinture fléchée à l’Université de Moncton durant une semaine du stage des «Arts et Traditions populaires». En 1976, elle fait des démonstrations de la ceinture fléchée durant les Jeux olympiques de Montréal. 
Lors d'un séjour en France dans le cadre d'un échange culturel avec la Fédération France-Québec / francophonie en 1977, elle fait une tournée de démonstrations et d'enseignement du tissage aux doigts de la ceinture à Dijon, Gourin et Vannes.
En 1978, elle participe au Festival du Voyageur à St-Boniface, Manitoba. Elle retourne en France et fait la démonstration et l'enseignement du tissage aux doigts de la ceinture fléchée à Lyon, St-Étienne, Puy-en-Velay, ainsi qu’à Paris, à la Manufacture des Gobelins. De nouveau au Manitoba, elle fait des démonstrations aux écoliers au Musée de Saint-Boniface durant une semaine. En 1979, elle est invitée à donner des ateliers de fléché moderne (classes de maître) à Montréal et à Québec.
En 1980, elle est invitée à participer au Stratford Art Festival puisqu'une de ses murales, fléchée, a été retenue lors d’un concours. La même année, elle fait la démonstration de fléché à l’Université d’Ottawa pour les élèves de la région. En 1982, trois guildes d'artisanes (West Island Guild of Weavers, Lakeshore Guild of Weavers et Lachine Guild Weavers) l'invitent à prononcer une causerie sur la ceinture fléchée.
Dans les années 1980, elle travaille comme recherchiste pour la ville de Montréal pour l’exposition Parti en flèche présentée à la Maison de la culture Notre-Dame-de-Grâce par l'Association des artisans ceinture fléchée du Québec. L'exposition sera aussi présentée à la bibliothèque Gabrielle-Roy de Québec en 1985.
En 1987, elle donne un atelier de fléché à Issoire, en Auvergne, France. Les ancêtres de sa famille Genest viennent de cette région.
À Montréal, en 2005 À Montréal, elle donne une causerie aux guides du musée du Château Ramezay sur l’histoire de la ceinture fléchée. L'expérience se répète l'année suivante au Musée McCord.
À Québec, en septembre 2007, elle est l'invitée d'honneur pour le projet Génération-transmission. Elle prononce une causerie pour les flécherands de Québec et offre démonstrations aux visiteurs de l'Atelier du Patrimoine vivant, présenté par le Centre de valorisation du patrimoine vivant (ès Trad).
Dix ans plus tard, en 2017, elle publie un texte d'opinion dans la revue Rabaska concernant l'explication erronée des origines de la ceinture fléchée que fait la Banque du Canada sur les billets de 10 dollars canadien. La Banque associe la « ceinture de l'Assomption » à la culture métisse alors qu’elle est strictement québécoise.

### Reconnaissances et distinctions
En octobre 1997, Monique Genest LeBlanc reçoit le Prix Arts et traditions (Prix Félix-Antoine-Savard) décerné par le Centre Félix-Antoine-Savard en collaboration avec la Faculté des Lettres de l'Université Laval et la Papeterie Saint-Gilles, pour sa contribution exceptionnelle à la connaissance de l'héritage culturel du Québec.
En 2013, elle reçoit un certificat de reconnaissance de la Société québécoise d'ethnologie remis à six artisanes du fléché.

## Publications
- J'apprends à flécher. René Ferron, Montréal, 1973, 127 pages[6].
- Parle-moi de la ceinture fléchée. Fides, Montréal, 1977, 107 pages.
- Le tissage aux doigts. Solar, Paris, 1981, 63 pages[13].
- Une jolie cinture à flesche. Presses de l'Université Laval, Québec, 2003[14].
- « Krieghoff et les ceintures fléchées ». Rabaska, 8 (2010), p. 69-76[15].
- « Ceintures fléchée : l'envers du décor ». Rabaska, 14 (2016), p. 79-89[16].
- « Ceintures fléchées : iconographie 1778-1928 ». Rabaska, 15 (2017), p. 111-121[17].
- « Ceinture fléchée : son origine québécoise éclipsée par la Banque du Canada ». Rabaska, 15 (2018), p. 196-198[11].
- « Ceinture fléchée ». Encyclopédie du patrimoine culturel de l'Amérique française[18].